# Jordi Maragall i Noble
Jordi Maragall i Noble (Barcelona, 27 de gener de 1911 - 26 de maig de 1999) fou un advocat i polític català.

## Biografia
Va néixer el 27 de gener de 1911 a la ciutat de Barcelona, fill del poeta Joan Maragall i Clara Noble. Va estudiar dret i Filosofia i Lletres a la Universitat de Barcelona, on fou deixeble de Jaume Serra i Húnter, Joaquim Xirau i Palau i Joaquim Mirabent i rebé la influència de José Ortega y Gasset, Xavier Zubiri i Francisco de Cossío. Fou professor adjunt de l'Institut-Escola entre el 1932 i el 1935 i també de la Universitat Autònoma fins al 1939. Col·laborà amb l'Escola de Bibliotecàries al costat de Joaquim Xirau. Després de la guerra treballà en una empresa farmacèutica fins al 1977. No deixà mai l'activitat cívica i cultural i sempre estigué a prop del moviment cristià progressista. Va escriure a l'Avui, l'Avenç, Serra d'Or, El Ciervo, Convivium, La Vanguardia i El País, entre d'altres. Del 1981 al 1985 va ser el secretari de l'Ateneu Barcelonès i del 1985 al 1989 en fou el president.
L'any 1987 fou guardonat amb la Creu de Sant Jordi. Va morir el 26 de maig de 1999 a la ciutat de Barcelona.

## Família
Jordi Maragall és fill del poeta Joan Maragall i de Clara Noble, pare de Pasqual Maragall, 127è President de la Generalitat de Catalunya, Ernest Maragall i Mira, Pau Malvido i Jordi Maragall i Mira, i avi de Cristina Maragall.
És germà d'Ernest Maragall i Noble, Joan-Anton Maragall i Noble i Helena Maragall, així com oncle de Julio Maragall i de Joan-Anton Maragall i Garriga.
És sogre de Diana Garrigosa.

## Activitat política
L'any 1978 fou nomenat Director General de Cultura de la Generalitat de Catalunya, càrrec que ocupà fins al 1980.
Membre independent del Partit dels Socialistes de Catalunya (PSC), l'any 1982 fou escollit senador per la circumscripció de Barcelona, càrrec que ocupà entre 1986 i 1997.

## Obra
A més de les seves col·laboracions en diaris i revistes, publicà Balanç de la Universitat Autònoma (1971) i les memòries El que passa i els qui han passat (1985).